# Colias phicomone
Colias phicomone es un lepidóptero ropalócero de la familia Pieridae. Según la Lista Roja de la UICN es una especie casi amenazada (NT).

## Distribución
Se encuentra en la cordillera Cantábrica, los Pirineos, los Cárpatos y los Alpes.

## Descripción y costumbres
Es una mariposa de tamaño mediano. El macho es de color amarillo pálido; la hembra es casi blanca. Los dos tienen una franja roja en los márgenes de sus alas, con un punto negro o blanco en el centro de las alas anteriores. El reverso de las alas anteriores es de color blanco verdoso hasta el ápice amarillo, mientras que la parte posterior del ala posterior es de color gris amarillento.
Vuela a altitudes de 900 a 2800 metros. Tiene de 40 a 50 mm de envergadura alar. Los adultos vuelan de junio a agosto, dependiendo de la localización.
Las orugas se alimentan de especies de leguminosas.

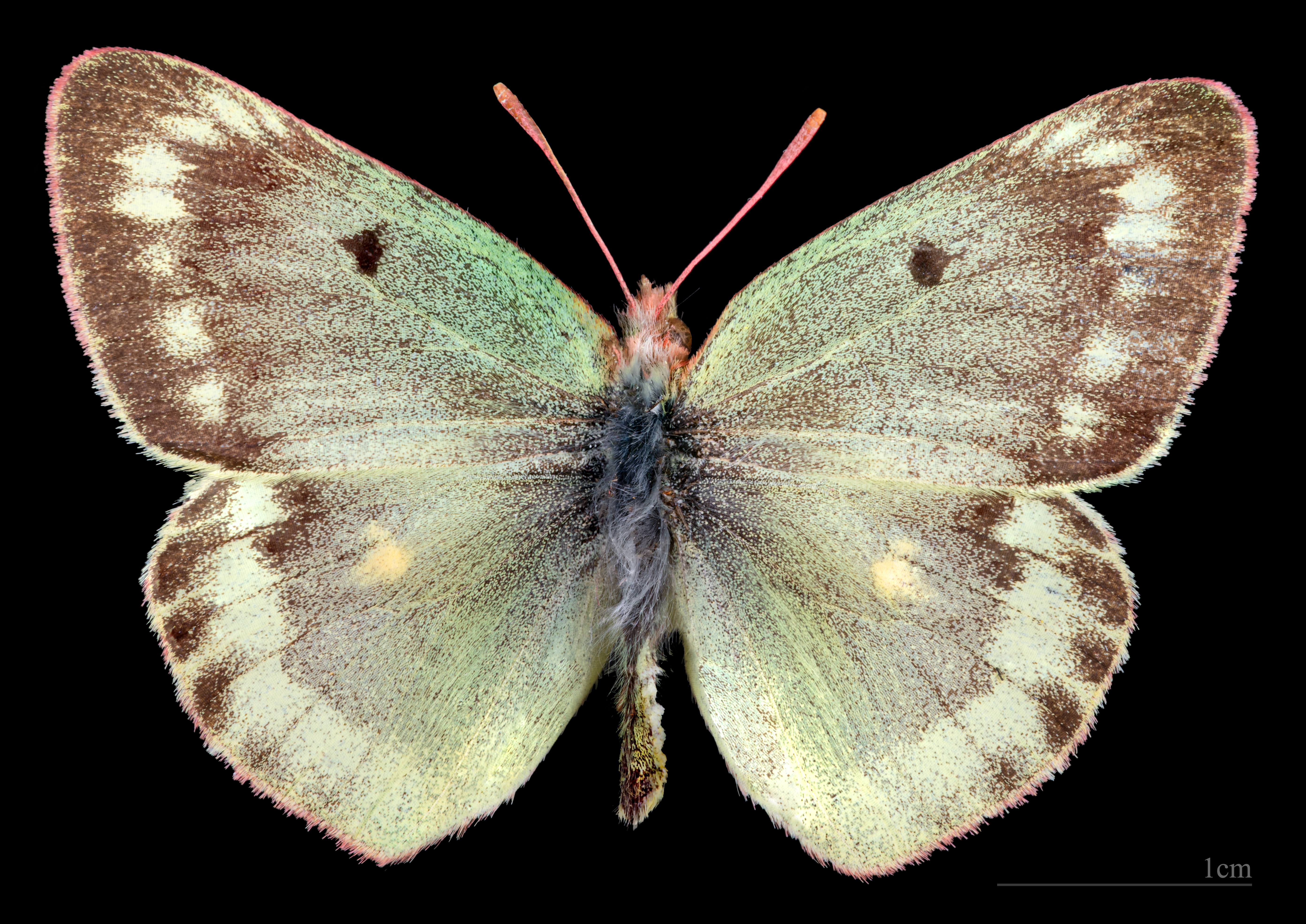
Colias phicomone ♂
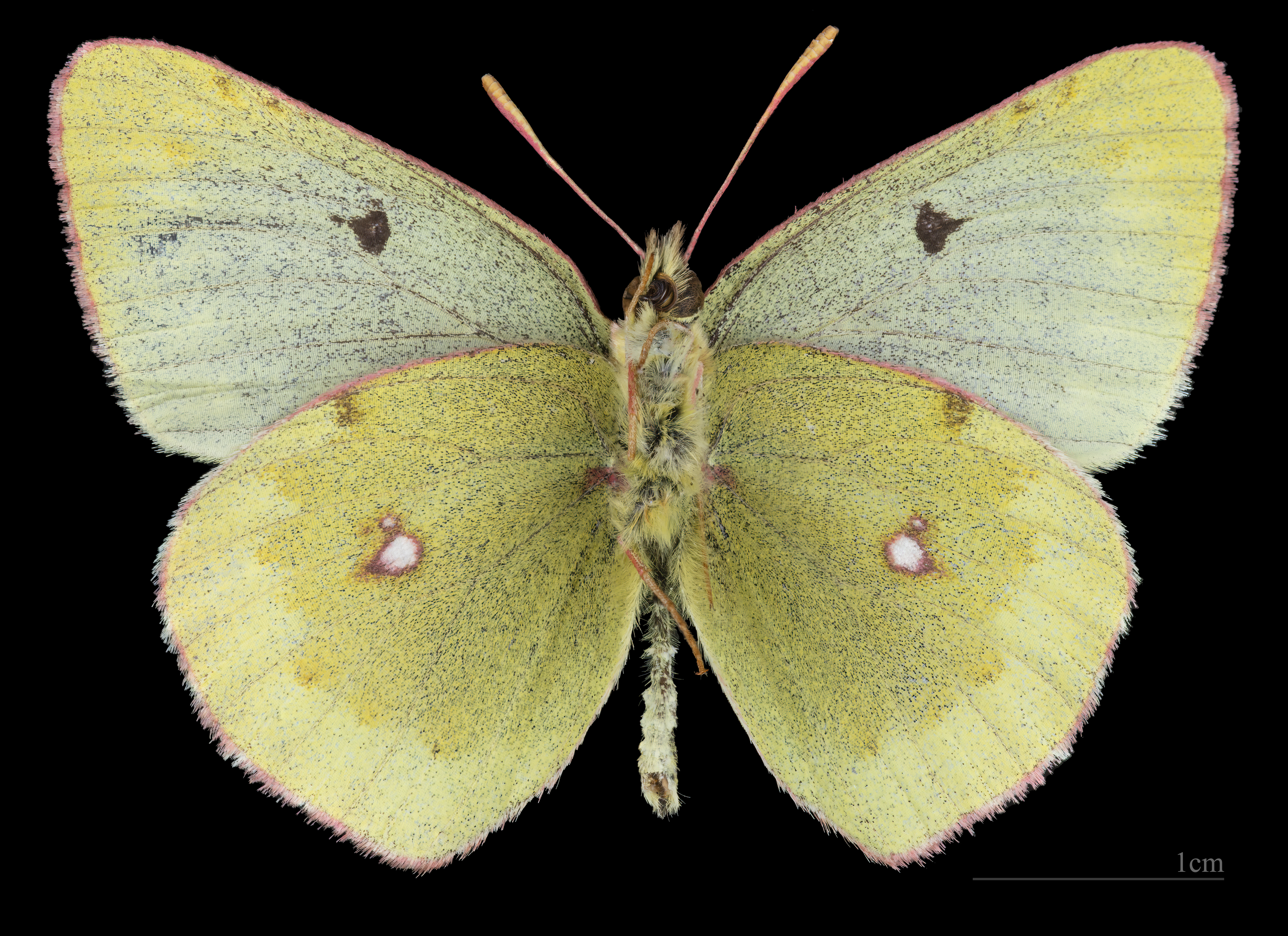
Colias phicomone ♂   △
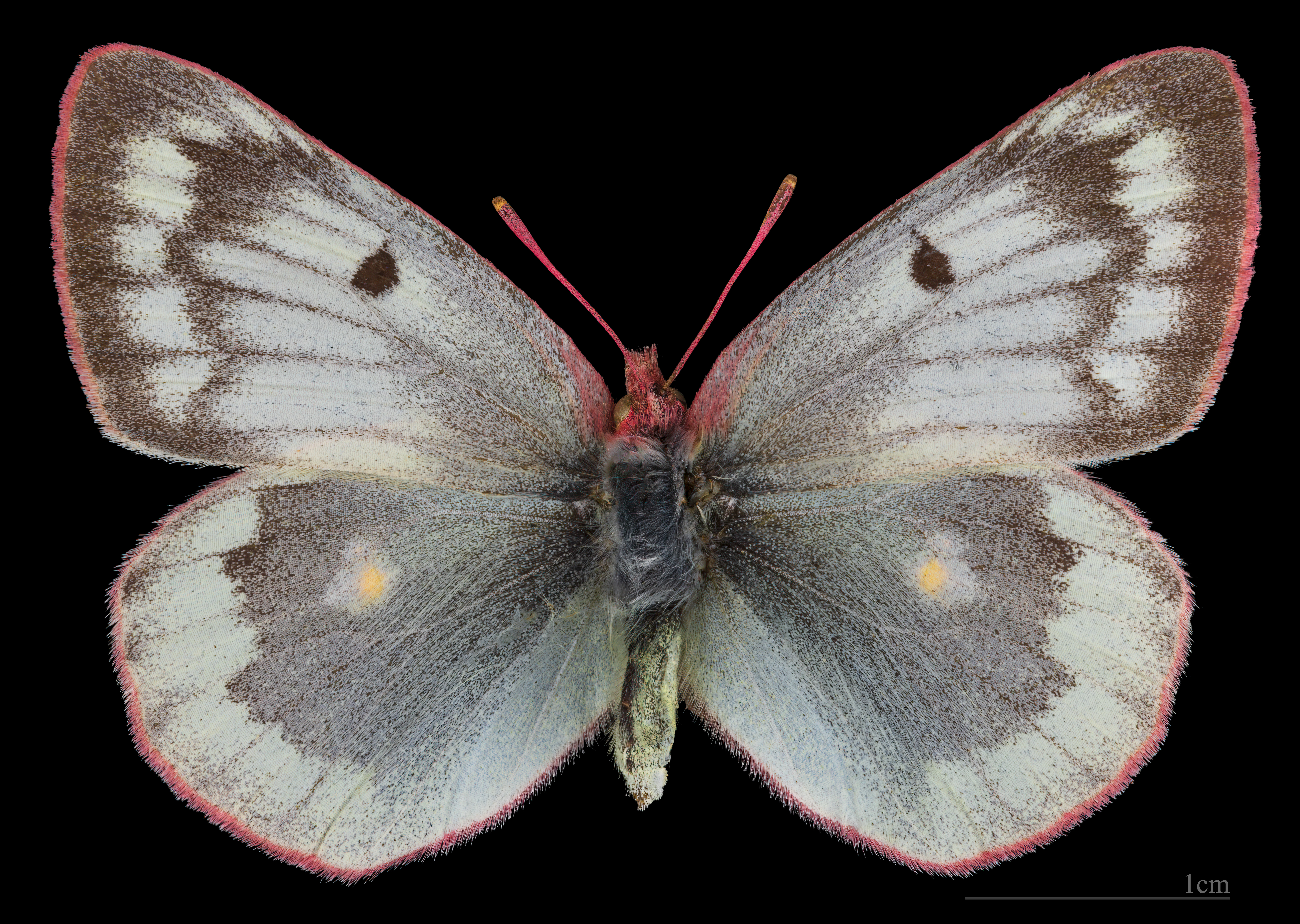
Colias phicomone ♀
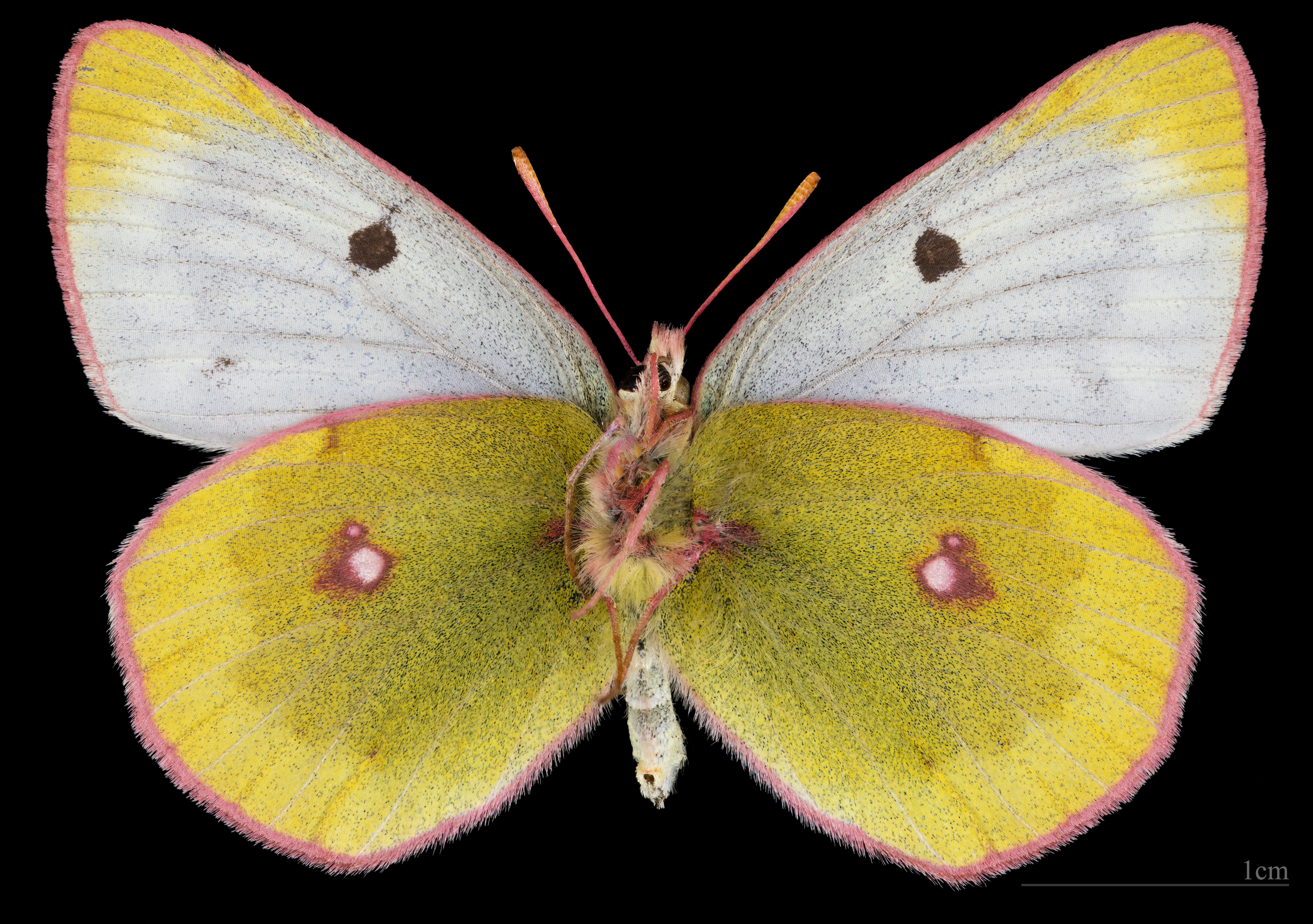
Colias phicomone ♀  △

## Subespecies
- Colias phicomone phicomone en los Alpes, norte de Italia y Cárpatos.
- Colias phicomone juliana (Hospital, 1948) en la Cordillera cantábrica.
- Colias phicomone oberthueri (Verity, 1909) en los Pirineo.
- Colias phicomone phila Fruhstorfer, 1903 en la Cachemira.

## Galería

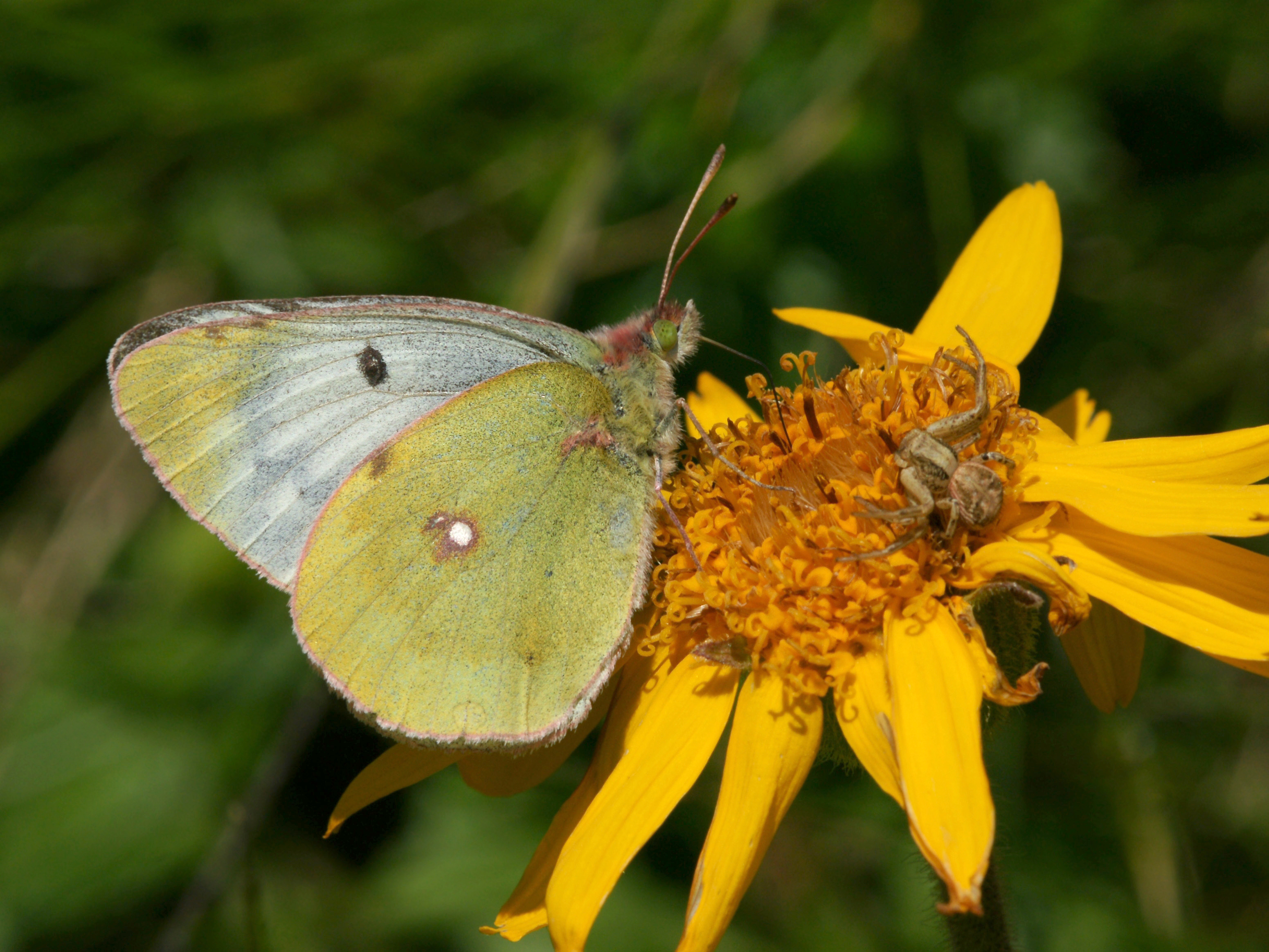
Colias phicomone
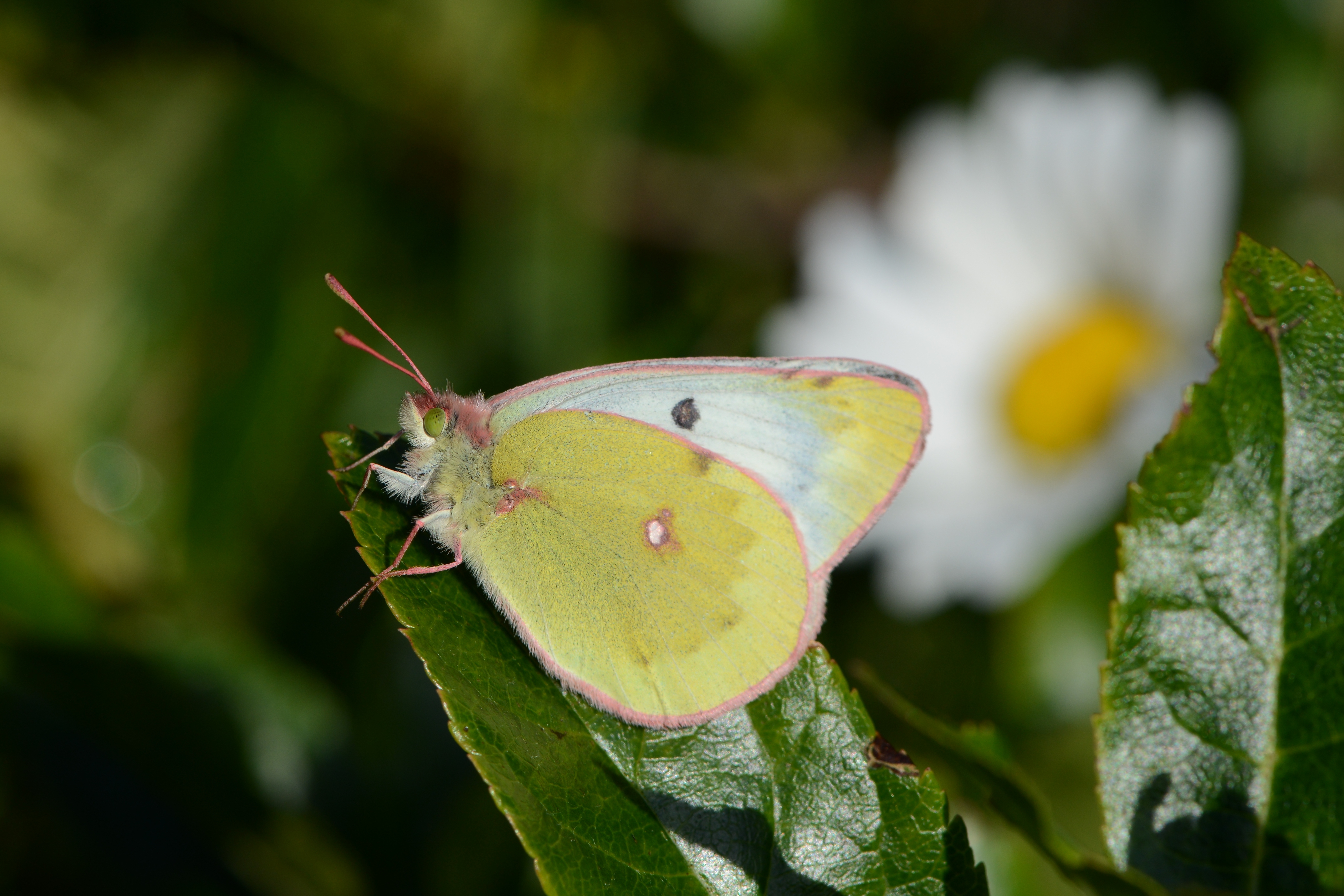
Colias phicomone
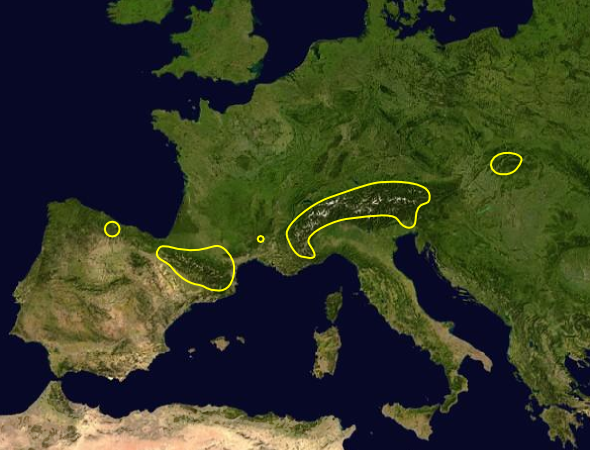
Distribución de Colias phicomone